# Ermanno di Salza
Ermanno di Salza (in tedesco Hermann von Salza, in latino Hermannus de Saltza; Langensalza, 1179 circa – Salerno, 20 marzo 1239) è stato un generale, politico e religioso tedesco, il quarto Gran Maestro dell'Ordine Teutonico in carica dal 1209 fino alla sua morte. Abile diplomatico tra l'imperatore e il papa, Hermann fu l'artefice dell'espansione dell'ordine militare nella regione della Prussia.

## Biografia
Hermann von Salza nacque da una famiglia nobile della Turingia (probabilmente originaria dell'attuale città di Lagensalza), attorno al 1179. L'anno preciso della sua entrata nell'Ordine Teutonico è sconosciuta, ma egli viene menzionato per la prima volta nel 1209, quando viene nominato Gran Maestro. Tuttavia egli doveva aver trascorso diversi anni nelle regioni del Mediterraneo durante i suoi primi anni di governo. Durante questo periodo le attività dei cavalieri dell'ordine si espansero dalla Spagna alla Livonia.
Hermann fu amico e consigliere dell'Imperatore Federico II, presso il quale rappresentava la curia papale come mediatore, dal 1222 in poi. Famosi in quest'ottica gli incontri tra l'Imperatore e il Papa, che furono promossi da Hermann che fu garante di ambo le parti, effettuati tra 1222 e 1223 a Veroli e Ferentino, nel basso Lazio. Papa Onorio III inoltre riconobbe le sue capacità personali e la sua fedeltà, garantendo in conseguenza all'Ordine Teutonico uno stato eguale a quello dei Cavalieri Ospitalieri e ai Templari, dopo che la proposta era naufragata con i precedenti Gran Maestri dell'Ordine.

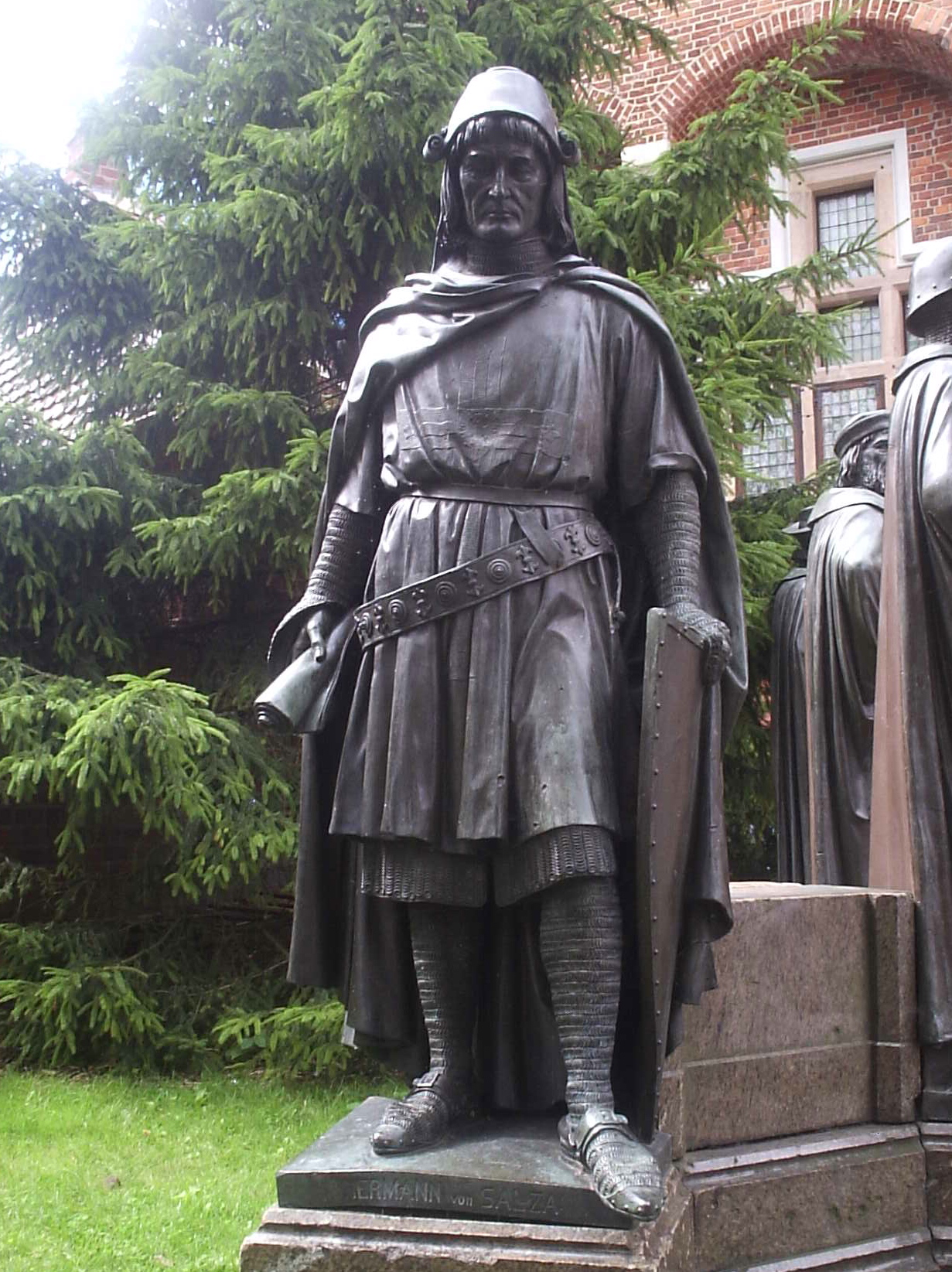
Statua di Ermanno di Salza a Malbork

Alla richiesta del re Andrea II d'Ungheria nel 1211, Hermann pose una sede dell'Ordine nel Burzenland, in Transilvania, in difesa dei Cumani. I nobili ungheresi, ad ogni modo, non vedevano di buon occhio l'Ordine, che venne costretto a lasciare i propri avamposti già dal 1225. Nel frattempo, Hermann partecipò nel corso della Quinta Crociata all'assedio di Damietta (1219) e venne decorato per il suo coraggio da Giovanni di Brienne, il Re titolare del Regno di Gerusalemme. Al suo ritorno in Europa, Hermann aiutò Federico nelle sue questioni conseguenti alla scomunica subita ad opera del Papa: convinse Federico II a intraprendere la Sesta Crociata e fu probabilmente il responsabile del progetto del suo matrimonio (9 novembre 1225) con Jolanda di Brienne, erede del regno di Gerusalemme.
Venne quindi chiamato da Corrado I di Masovia a combattere il paganesimo della regione della Vecchia Prussia. Hermann ottenne quindi l'autorizzazione dell'imperatore a cristianizzare la "Vecchia Prussia" e le terre ad est del corso inferiore della Vistola, chiamate Terra di Chełmno (Bolla d'oro di Rimini del 1230), e quella di papa Gregorio IX (Pietati proximum) del 1234.
Successivamente Hermann ottenne dal Papa e dall'Imperatore nuovi privilegi per l'ordine. Egli ottenne anche l'incorporazione dell'Ordine dei Portaspada di Livonia nell'Ordine Teutonico, nel 1237.
All'interno dell'Ordine Teutonico, ad ogni modo, i cavalieri si mostrarono insoddisfatti delle continue assenze del Gran Maestro, richiamandolo perciò dalla sua vita politica. Ad ogni modo, egli fu un capo politico e religioso di rilievo e negli ultimi anni della sua vita si ritirò a Salerno, nel 1238. Qui morì l'anno successivo, nel 1239. Le sue spoglie furono portate e seppellite nella casa teutonica di Barletta o, secondo una tesi alternativa, nella Chiesa del Santissimo Salvatore di Andria (oggi Chiesa di Sant'Agostino). La pietra tombale a Barletta con iscrizione in latino è coperta dall'attuale pavimentazione.
L'importanza del ruolo di Hermann come mediatore tra papa Gregorio IX e l'Imperatore si vede dal fatto che il buon rapporto stabilitosi tra i due crollò alla morte di Hermann.

## L'eredità
Durante la seconda guerra mondiale, il reparto carri pesanti SS-Panzer-Abteilung 11 della divisione Waffen-SS "Nordland" fu intitolata ad Hermann von Salza.